# أندريه كولمان (لاعب كرة قدم أمريكية)
أندريه كولمان (بالإنجليزية: Andre Coleman)‏ هو لاعب كرة قدم أمريكية أمريكي، ولد في 26 يوليو 1984 في بوفالو في الولايات المتحدة.

## وصلات خارجية
- أندريه كولمان على موقع مرجع كرة القدم المحترفة.كوم (الإنجليزية)
- أندريه كولمان على موقع JustSportsStats.com (الإنجليزية)